# Renascent Misanthropy
Renascent Misanthropy debitantski je studijski album australskog black metal-sastava Astriaal. Album je 1. srpnja 2003. godine objavila diskografska kuća Blacktalon Media.

## O albumu
Renascent Misanthropy sastoji se od novih neobjavljenih snimki te nanovo snimljenih skladbi prethodno objavljenih na raznim demouradcima i EP-ima grupe. Lachlan Mitchell iz grupe Nazxul bio je producent i inženjer zvuka na albumu, kao i dodatni klavijaturist na određenim pjesmama. 

## Popis pjesama
| 1.    | »The Funeral Procession (Intro)«          | 1:20 |
| 2.    | »Ritual Hate Construct«                   | 3:39 |
| 3.    | »Revere the Labyrinth«                    | 3:57 |
| 4.    | »Glories of the Nightsky«                 | 7:08 |
| 5.    | »Ode to Antiquity«                        | 4:17 |
| 6.    | »Arborescence«                            | 6:35 |
| 7.    | »Acquisition of the Stars« (instrumental) | 4:19 |
| 8.    | »Reaper of Dark Ages«                     | 6:26 |
| 9.    | »The Halls of Perdition (Outro)«          | 2:37 |
| 40:18 |                                           |      |

## Zasluge
| Astriaal - Arzarkhel – vokali, omot albuma - Gryphon – bubnjevi, omot albuma - Baaruhl – gitara - Murtach – bas-gitara | Dodatni glazbenici - Helthor – gitara - Lachlan Mitchell – klavijature, produkcija, inženjer zvuka Ostalo osoblje - Adrian Grigorieff – pomoćni inženjer zvuka - Leon Prescott – pomoćni inženjer zvuka - Steve Smart – mastering |